# Sammáj
Sammáj (héberül: שמאי), (Kr. e. 50 körül – Kr. u. 30 körül) ókori zsidó rabbi, egy farizeusi Tóra-iskola alapítója, a Misnának fontos alakja.
Életéről kevés adat maradt fenn. Minden bizonnyal Judeában született, és I. Hillél kortársa volt. Nézeteit a szelíd Hillélével szemben rendkívüli szigorúság jellemezte, amelyről több feljegyzés született. Így például saját kis gyermekét is majdnem rákényszerítette, hogy az engesztelőnapon böjtöt tartson – barátai alig tudták erről lebeszélni. Ennek ellenére némely gondolata engedékenységet is mutat: „Tedd fődologgá a Tóra tanulmányozását, keveset beszélj, de sokat tégy, fogadj minden embert nyájas arccal.” Hillélhez hasonlóan az ő halála után is egy, a nézeteire épülő zsidó vallási iskolát (Bét-Sammáj) alapítottak a tanítványai.